# Chris Seavor
Christopher Seavor, detto Chris (Regno Unito, 20 luglio 1968), è un doppiatore e autore di videogiochi britannico, famoso soprattutto per essere l'autore di Conker's Bad Fur Day.

## Biografia
Chris Seavor ha iniziato la sua carriera in Rare come Graphic Designer nel gennaio 1994, lavorando sugli sfondi, gli effetti ed il logo per la serie Killer Instinct.
Seavor comunque deve la sua fama soprattutto per essere stato il Game director e game designer di Conker's Bad Fur Day e del suo remake Conker: Live & Reloaded, dei quali ha collaborato a scrivere la sceneggiatura, disegnare gli sfondi e doppiare quasi tutti i personaggi maschili, compreso il protagonista Conker. Ha inoltre prestato la propria voce a personaggi di altri videogiochi famosi, come Slippy Toad e Peppy Hare in Super Smash Bros. Melee e Star Fox Adventures, Gruntilda in Banjo-Kazooie e il Barone von Ghoul in Grabbed by the Ghoulies.
Nel 2012 ha comunicato su Twitter di essere stato licenziato dalla Rare per una divergenza di opinioni ed obiettivi da realizzare.
Nel 2013 ha creato un canale su YouTube chiamato "Conker King", proponendo video con una "Director's commentary" del suo videogioco più famoso, Conker's Bad Fur Day.
Sempre nel 2013 Seavor ha creato una sua compagnia di videogiochi indipendente, la Gory Detail Limited, con la quale ha realizzato Parashoot Stan nel 2012 e The Unlikely Legend of Rusty Pup, destinato ad essere distribuito per iOS, Android e per il Nintendo eShop di Wii U e 3DS.
Nel 2015 è tornato inoltre a prestare la propria voce allo scoiattolo Conker in Conker's Big Reunion, espansione scaricabile in Project Spark per Xbox One.